# Slipher (cráter marciano)
Slipher es un cráter de impacto perteneciente al cuadrángulo Thaumasia de Marte, localizado en las coordenadas 47.8° sur de latitud y 84.6° oeste de longitud. Tiene 127.0 km de diámetro y debe su nombre a Vesto Slipher y a Earl C. Slipher, denominación aprobada en 1973.
| [[File:Wikislipher.jpg\|1200px\|alt={{{Alt\|{{{descripción}}}]] |
| Cráter Slipher, fotografía de la cámara CTX a bordo del Mars Reconnaissance Orbiter. Borde este y noreste del cráter (El norte, hacia la izquierda de la fotografía). |

## Cauces

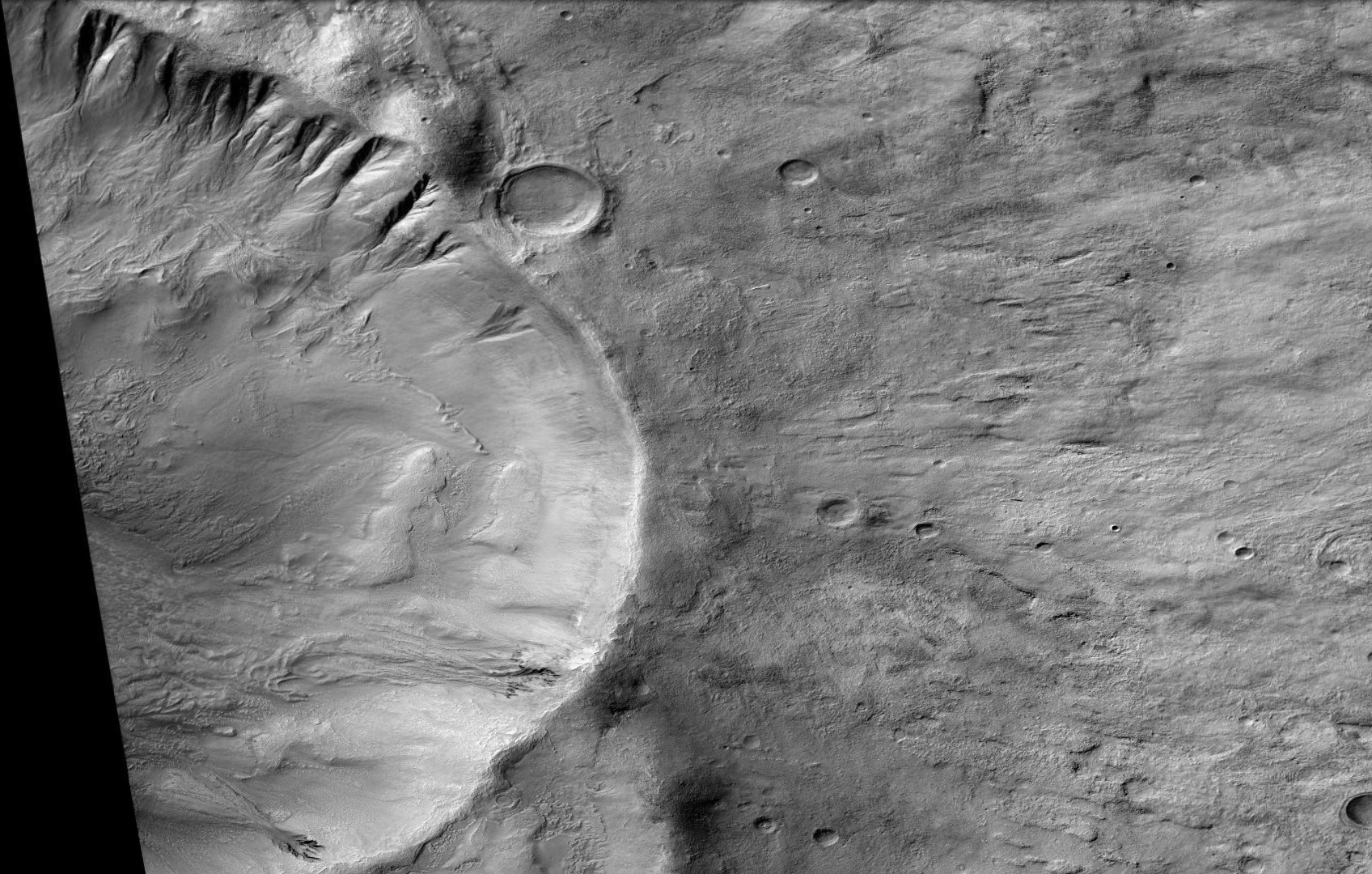
Cauces en el brocal del cráter Slipher (detalle de la foto anterior)

Las paredes de un cráter situado en el brocal de Slipher muestran una serie de cauces (gullies) sobre su superficie. Estos pequeños cauces aparecen en forma de redes de canales estrechos, asociados a depósitos de sedimentos al pie de los taludes, y son similares a morfologías semejantes existentes en la Tierra. Se descubrieron por primera vez en las imágenes tomadas desde el Mars Global Surveyor,  se localizan en pendientes empinadas, especialmente en las paredes de algunos cráteres. Normalmente, cada cauce tiene una alcoba dendrítica en su nacimiento, y un delantal en forma de abanico alubial en su base, unidos por un canal que los enlaza, dando al cauce un aspecto similar al de un reloj de arena. Se piensa que son relativamente recientes, porque aparecen en muy pocos cráteres. Una subclase de cauces también aparece cortando las caras de las dunas de arena, que se consideran aún más recientes. 
Basándose en su forma, aspecto, y ubicación, así como en su interacción aparente con el terreno, se conjeturó en que podían ser ricos en hielo de agua. Bastantes investigadores consideran que el proceso de formación de los cauces implica la presencia de agua líquida, aunque sigue siendo un tema abierto.
Desde el momento en que se descubrieron estos cauces, han sido objeto de seguimiento en las sucesivas imágenes tomadas por naves en órbita de la superficie del planeta rojo, buscando cambios posibles. Hacia el año 2006 se detectaron algunos cambios, y más adelante, mediante un análisis más profundo, se determinó que los cambios podrían haber sido provocados más por flujos granulares secos que por el flujo de agua. En observaciones posteriores se han localizado muchos más cambios en varios lugares, especialmente en el cráter Gasa.
Con la reiteración de las observaciones, se han encontrado más y más cambios. Como estos cambios se concentran en el invierno y en la primavera, los expertos están tendiendo a creer que los cauces están formados por hielo seco. Antes y después de que las imágenes demostraran que el ciclo de esta actividad coincide con la helada estacional del dióxido de carbono, en épocas en las que las bajas temperaturas que no habrían permitido la existencia de agua líquida.  El paso del hielo seco a gas,  puede lubricar el material seco, provocando su flujo especialmente en pendientes empinadas.  En algunos años, la capa helada superficial puede alcanzar espesores próximos a 1 metro.